# Маквис
Ма́квис (маккии, также в зависимости от языка источника: ма́ки от фр. maquis, маккья от итал. macchia, макия от исп. maquia) — заросли вечнозелёных жестколистных и колючих кустарников, низкорослых деревьев и высоких трав в засушливых субтропических регионах.

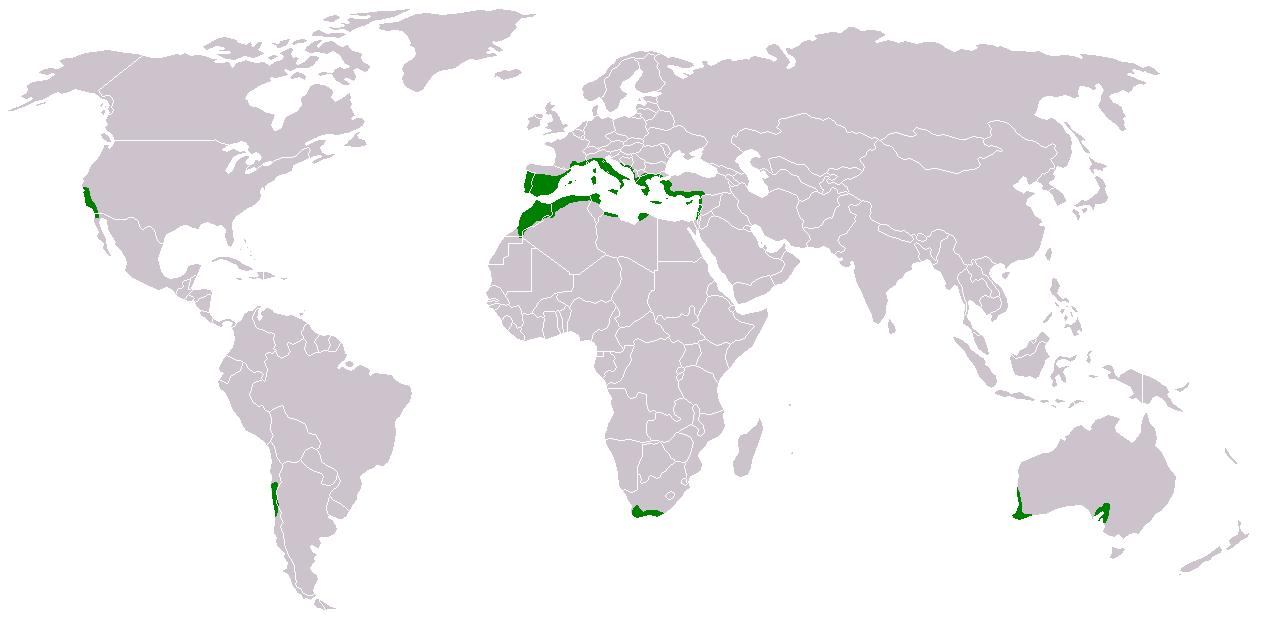

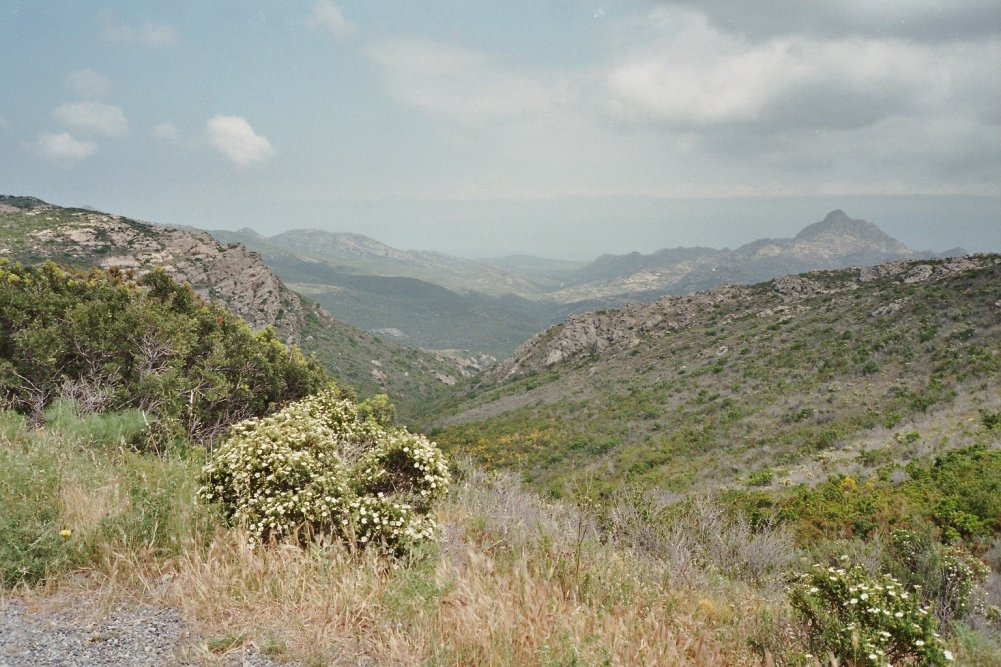
Маквис на Корсике

Наиболее распространены по склонам гор и холмов в средиземноморском климате, особенно в континентальных районах Балканского и Пиренейского полуостровов, на островах Крит, Корсика, Сицилия и др. Встречаются в других регионах мира с подобным климатом (Калифорния, Чили, ЮАР, Австралия), где, впрочем, для их обозначения используются местные термины — скрэб (Австралия), чапараль (Северная Америка), в ЮАР — финбош (Капская область).
Маквисы крайне пожароопасны, особенно в сухую ветреную погоду. Ярким подтверждением тому стали Калифорнийские пожары (2007) в США и лесные пожары в Греции (2007). Однако огонь для маквиса — естественный источник обновления растительности и обогащения почвы минералами, необходимыми для прорастания новых семян.

## Флора

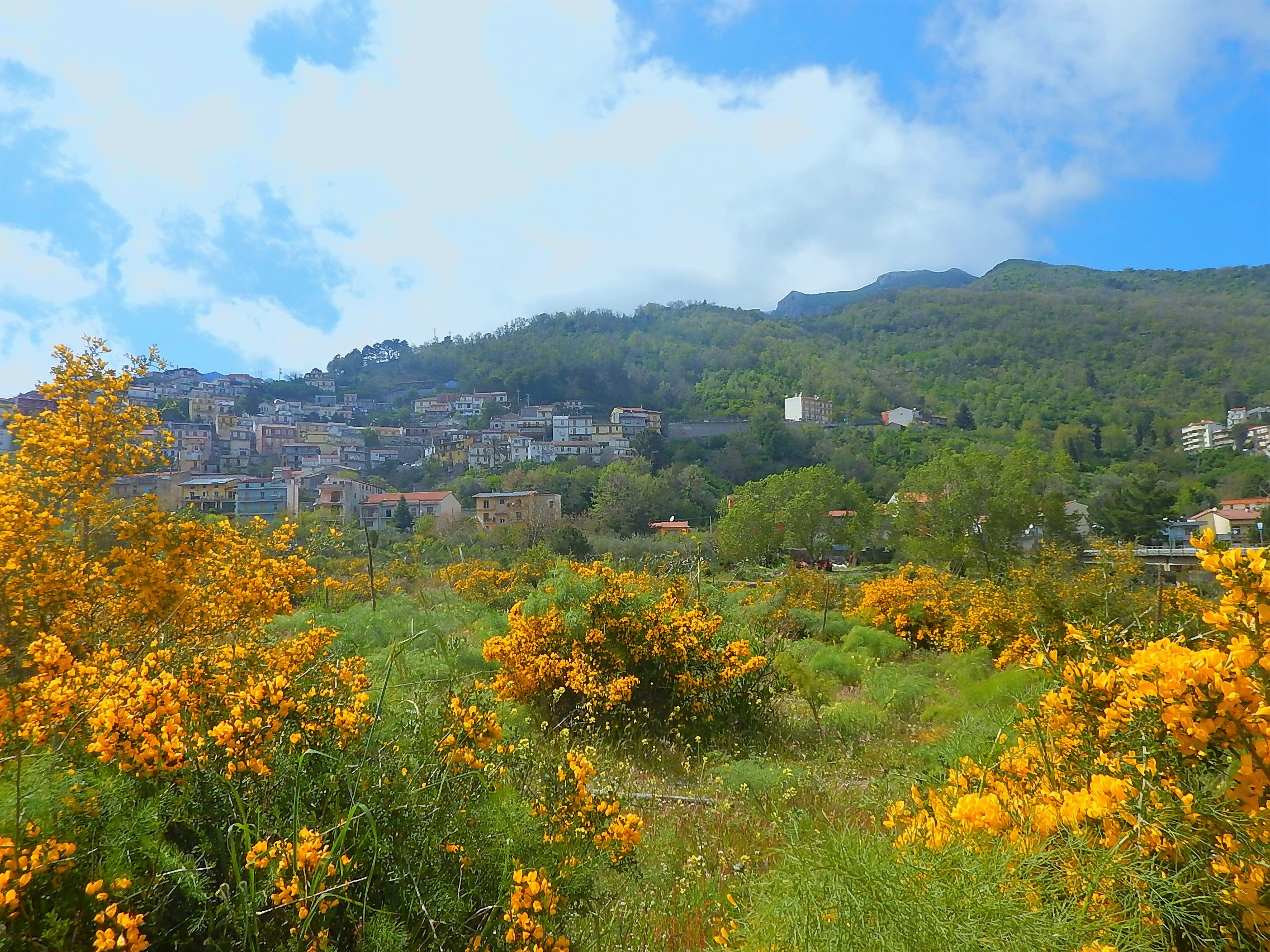
Кусты дрока в Фондакелли-Фантина, Сицилия

Различные типы маквисов наиболее типичны в современных странах Средиземноморья, где они пришли на смену лесам, вырубленным человеком ещё во времена античности, хотя имеются и коренные массивы маквисов. Маквисы наиболее характерны в нижнем поясе гор до высоты 800 м, где они образуют густые, колючие и труднопроходимые заросли. Маквисы двухуровневы. Первый уровень — собственно маквис — состоит из низкорослых деревьев, произрастающих на высоте от 0 до 400 м выше уровня моря. Далее преобладают кустарники и травы, составляющие полосу гариги. Ранее маквисы представляли собой подлесок собственно вечнозелёных жестколистных лесов.
Маквис — преимущественно кустарниковый биом со значительным количеством видов. В состав маквиса входит большое число видов, но преобладают колючие кустарники (средняя высота 2—4 м), реже встречаются деревья высотой 8—10 м. Виды: фисташка, земляничное дерево, можжевельник, маслина, ладанники, мирт и другие. В травяном покрове преобладают однолетние травы. Многие из них имеют повышенную концентрацию эфирных масел, а потому обладают сильным запахом.
Из-за колючести маквис во время Второй мировой войны использовали для укрытия от фашистов французские партизанские отряды маки, которыми руководило движение Сопротивления.

## Маквис в России
На территории России пояса типичного средиземноморского маквиса встречаются в сухих субтропиках Краснодарского края под Анапой.

Южнобережная растительность крымского маквиса занимает самую нижнюю часть южного склона Крымских гор на высоте до 226 м над уровнем моря. Для этого пояса характерно преобладание кустарников. Только здесь растут дикие вечнозелёные растения: иглица, земляничное дерево, ладанник критский и плющ. Помимо диких вечнозелёных, в южнобережном поясе произрастает и ряд культурных видов: кипарис, лавровое дерево и масличное дерево. Дополняют картину растительности пояса маквиса южного берега Крыма такие характерные растения как:
- Кустарники и полукустарники: можжевельник, авраамово дерево, держи-дерево, жостер вечнозелёный, ежевика и шиповник.
- Травы: каперсы, молочай, бешеный огурец.
- Многочисленные декоративные породы, акклиматизированные и разводимые человеком: шёлковая акация, магнолия, хамеропсы, пробковый дуб, платаны, самшит, бананы, айланты, глициния, эвкалипт, пальмы. Плодовые: сладкий миндаль, сладкий каштан, фисташковое дерево, мушмула, гранат, фиговое дерево и грецкий орех.